# Lothar Brock
Lothar Brock (* 30. Januar 1939 in Lauenburg in Pommern) ist ein deutscher Politologe.

## Leben
Die letzten Tage des Zweiten Weltkrieges erlebte Brock mit seiner Mutter und seinen drei Geschwistern in Kellern und Luftschutzbunkern in Danzig. Es folgten zwei Jahre in einem dänischen Internierungslager, in dem die beiden jüngeren Geschwister starben, nachdem sein Vater schon zuvor noch im Heimatort umgebracht worden war.
Brock wuchs zusammen mit Mutter und Bruder (Bazon Brock) in der Wilstermarsch und Itzehoe auf, verbrachte 1955/56 ein Jahr als Austauschschüler in den USA und begann 1958 mit dem Studium der Rechtswissenschaften an der Hochschule für Sozialwissenschaften in Wilhelmshaven und der Universität des Saarlandes. 
Unter dem Einfluss von Ernst Fraenkel und Richard Löwenthal wechselte Brock an der FU Berlin zur Politikwissenschaft. Nach dem Studium ging Brock 1963 als Stipendiat der Friedrich-Ebert-Stiftung für zwei Jahre zur Interamerikanischen Menschenrechtskommission in Washington, D.C. Anschließend promovierte er bei Gilbert Ziebura an der FU Berlin, wo er sich auch 1978 für das Fach Politikwissenschaft habilitierte. 
Nach einer Zwischenstation an der TU Braunschweig wurde Brock an die Goethe-Universität Frankfurt für das Fach Politikwissenschaft mit dem Schwerpunkt internationale Beziehungen berufen. Von 1981 bis 2005 war Brock auch Forschungsgruppenleiter der Forschungsgruppe „Demokratisierung und der innergesellschaftliche Frieden“ an der Hessischen Stiftung Friedens- und Konfliktforschung. 
Seit seiner Pensionierung im Jahre 2004 ist er an der HSFK als Gastforscher in seiner Forschungsgruppe und an der Goethe-Universität als Senior-Professor in der Lehre tätig. 2013–2014 war Lothar Brock Fellow am Käte Hamburger Kolleg „Politische Kulturen der Weltgesellschaft – Center for Global Cooperation Research“ (Duisburg, Essen, Bonn). Darüber hinaus ist Brock Mitglied der Ethik-Kommission der Deutschen Vereinigung für politische Wissenschaft, Vertrauensdozent der Friedrich Ebert-Stiftung und Mitglied der Evangelischen Kirche Deutschland (EKD). Zahlreiche Studierende besuchen seine Lehrveranstaltungen an der Goethe-Universität, in denen sich Brock insbesondere mit der Wirkkraft des Völkerrechts (unter anderem der Schutzverantwortung) auseinandersetzt. Er betreut zahlreiche studentische Abschlussarbeiten, Dissertationen und Habilitationsverfahren als Ansprechpartner, Ratgeber und Gutachter. 
Zu seinen Forschungs- und Lehrgebieten im Bereich der Internationalen Beziehungen und Weltordnungspolitik gehören unter anderem die Nord-Süd-Politik, Ressourcennutzung, ländliche Entwicklung und Menschenrechte in der Dritten Welt, die liberale Friedenstheorie, Demokratien und Frieden, Demokratische Kriege. 
Lothar Brock hat sich zu Forschungszwecken und im Rahmen von Projektbegleitungen in Nordamerika (USA, Mexiko), Lateinamerika, Westafrika, am Horn von Afrika, Südasien und Zentralasien aufgehalten. Er ist zu Forschungszwecken international vernetzt und auf den Konferenzen der International Studies Association (ISA) oder der European International Studies Association (EISA) präsent.
Lothar Brock ist verheiratet und hat zwei Söhne sowie Enkelkinder.

## Wirken
Brock hat sich seit Abschluss des Studiums sowohl wissenschaftspolitisch als auch wissenschaftlich auf dem Gebiet der Friedens- und Konfliktforschung engagiert. Er war maßgeblich am Aufbau der Friedens- und Konfliktforschung an der FU Berlin beteiligt, war Mitglied im Konzil der Deutschen Gesellschaft für Friedens- und Konfliktforschung und der Arbeitsgemeinschaft für Friedens- und Konfliktforschung, deren Vorstand er, zeitweilig als Vorsitzender, über mehrere Jahre angehörte. Als Mitglied des Council der International Peace Research Association hat er dort zeitweilig die Region Westeuropa vertreten. Seit 2013 ist Lothar Brock Vorsitzender des Beirates der Stiftung Entwicklung und Frieden (SEF), die Anfang der 1990er Jahre aus dem Friedensnobelpreisgeld für Willy Brandt gegründet wurde. Seit 2011 ist Brock Mitglied im Vorstand der Vereinigung deutscher Wissenschaftler (VDW e.V.), die im Jahr 1959 von Carl Friedrich von Weizsäcker und anderen Wissenschaftlern gegründet wurde und sich in der Erklärung der Göttinger Achtzehn gegen eine atomare Bewaffnung der Bundeswehr ausgesprochen hatten.
An der Hessischen Stiftung Friedens und Konfliktforschung steht die wissenschaftliche Arbeit in den Themenbereichen gesamteuropäische Friedensordnung, Frieden und Entwicklung sowie Frieden, Demokratie und Völkerrecht im Vordergrund. Brock war zusammen mit Anna Geiß und Harald Müller maßgeblich an der Durchführung der Forschung über Kriege der Demokratien beteiligt.
In den 1990er Jahren gründete Brock zusammen mit Mathias Albert und Klaus Dieter Wolf die Forschungsgruppe Weltgesellschaft an der Goethe-Universität Frankfurt und der TU Darmstadt. Auf internationaler Ebene arbeitet er mit einer dänisch-amerikanischen Forschergruppe zum Thema fragile Staaten zusammen. Über zwölf Jahre begleitete Brock als Mitglied des International Review Panel ein schweizerisches Großprojekt zum nachhaltigen Ressourcenmanagement Nationaler Forschungsschwerpunkt Nord-Süd.
Einen zweiten Arbeitsschwerpunkt bildete die kirchliche Entwicklungszusammenarbeit. Brock war langjähriger Leiter der Kammer der EKD für nachhaltige Entwicklung, Leiter der Fachgruppe Frieden und Entwicklung im Dialogprogramm der Gemeinsamen Konferenz Kirche und Entwicklung (aus der später die regelmäßige Berichterstattung über die Rüstungsexportpolitik der Bundesregierung hervorging) und Mitglied im internationalen Beirat des Evangelischen Entwicklungsdienstes.

## Publikationen (Auswahl)
- Wozu brauchen wir heute die Vereinten Nationen? Bilanz und Perspektiven der Weltorganisation. In: Aus Politik und Zeitgeschichte. Jahrgang 66, Nummer 10/11, 2016, S. 3–10.
- mit Hans Henrik Holm, Georg Soerensen, Michael Stohl: Fragile States. Violence and the Failure of Intervention. Polity Press, Cambridge u. a. 2012, ISBN 978-0-7456-4942-9.
- Protecting People: Responsibility or Threat? In: Michael Brzoska, Axel Kron (Hrsg.): Overcoming Armed Violence in a Complex World. Essays in Honour of Herbert Wulf. Budrich UniPres, Opladen u. a. 2009, ISBN 978-3-940755-33-9, S. 223–242.
- Von der „humanitären Intervention“ zur „Responsibility to Protect“: Kriegserfahrung und Völkerrechtsentwicklung seit dem Ende des Ost-West-Konflikts. In: Andreas Fischer-Lescano, Hans-Peter Gasser, Thilo Marauhn, Natalino Ronzitti (Hrsg.): Frieden in Freiheit. = Peace in liberty. = Paix en liberté. Festschrift für Michael Bothe zum 70. Geburtstag. Nomos u. a., Baden-Baden u. a. 2008, ISBN 978-3-8329-3667-9, S. 19–32.
- als Herausgeber mit Anna Geis, Harald Müller: Democratic Wars. Looking at the Dark Side of Democratic Peace. Palgrave Macmillan, Basingstoke u. a. 2006, ISBN 1-4039-9500-1.
- Gewalt und Recht in den Nord-Süd-Beziehungen. In: Ulf Engel, Cord Jakobeit, Andreas Mehler, Gunther Schubert (Hrsg.): Navigieren in der Weltgesellschaft. Festschrift für Rainer Tetzlaff (= Demokratie und Entwicklung. 58). Lit, Münster 2005, ISBN 3-8258-8946-7, S. 257–270.
- als Herausgeber mit Mathias Albert, Klaus Dieter Wolf: Civilizing World Politics. Society and Community Beyond the State. Rowman & Littlefield, Lanham u. a. 2000, ISBN 0-8476-9802-5.
- mit Forschungsgruppe Weltgesellschaft, Mathias Albert, Hilmar Schmidt, Christoph Weller, Klaus Dieter Wolf: Weltgesellschaft: Identifizierung eines „Phantoms“. In: Politische Vierteljahresschrift. Band 37, Nummer 1, 1996, S. 5–26, JSTOR:24198207.